# Paul Larudee

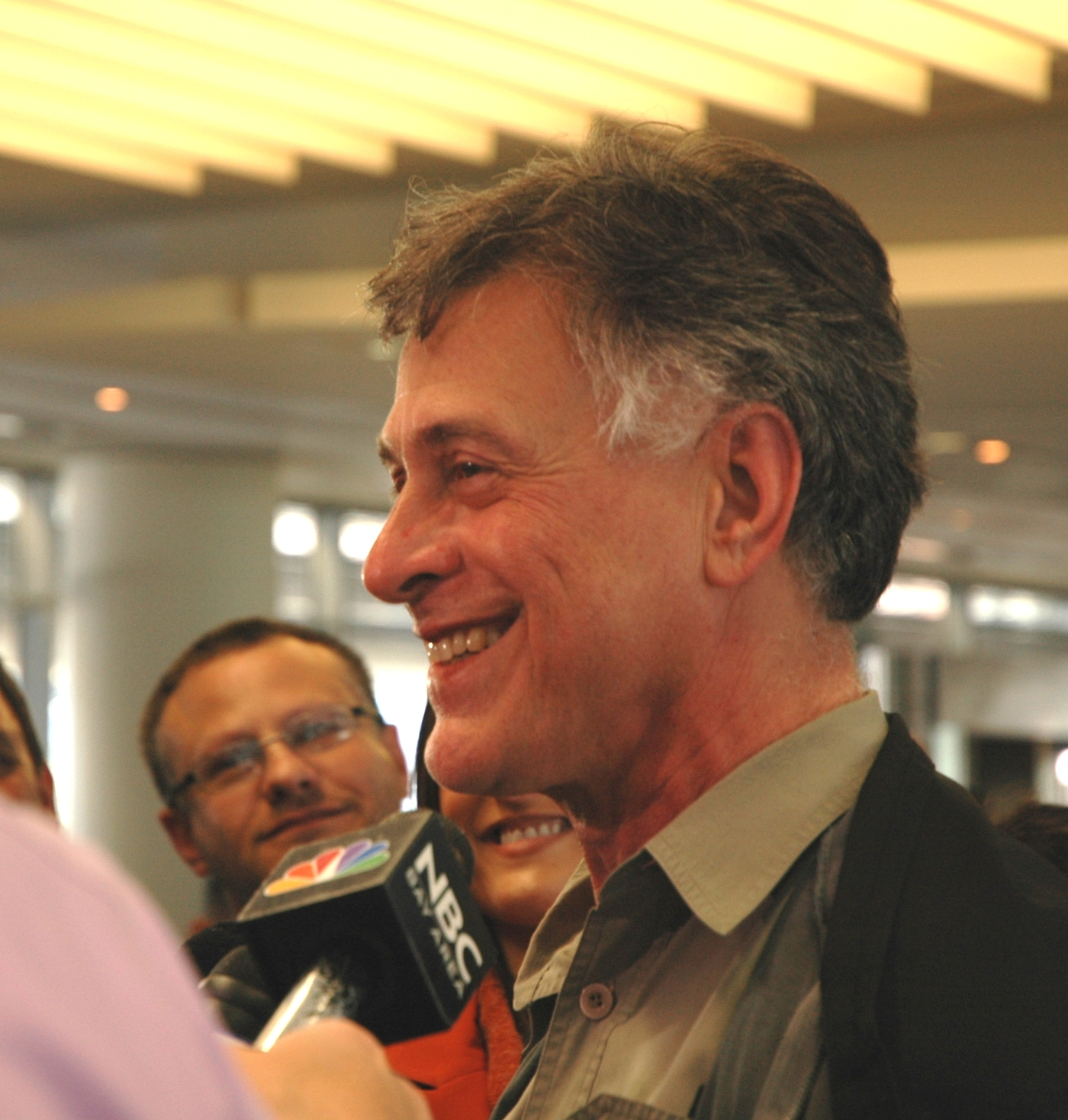
Paul Larudee, 2010

Paul Larudee (* 25. April 1946) ist ein amerikanischer Politaktivist.

## Leben
Er engagiert sich für das International Solidarity Movement, für die "Free Palestine" Bewegung und ist Mitbegründer der Free-Gaza-Bewegung. Er erwarb einen Ph.D. in Linguistik an der Georgetown University und verbrachte 14 Jahre als Berater im Auftrag der US-Regierung im Nahen Osten.
Im Mai 2010 begleitete Larudee einen Konvoi der Free-Gaza-Bewegung und war an Bord der "Sfendoni", als der Konvoi von der israelischen Marine geentert wurde. Er berichtet bei seiner Rückkehr in die Vereinigten Staaten von Schlägen und Verletzungen.